# Щорсы (усадьба)
Усадьба Хрептовичей — частично сохранившийся памятник усадебно-парковой архитектуры XVIII века, расположенный в агрогородке Щорсы Новогрудского района Гродненской области Белоруссии. Дворец выстроен в 1770—1776 году в стиле классицизм, полностью разрушен в XX веке. До наших дней сохранились несколько других построек бывшей усадьбы разной степени сохранности и остатки парка. Усадьба включена в Государственный список историко-культурных ценностей Республики Беларусь.

## История

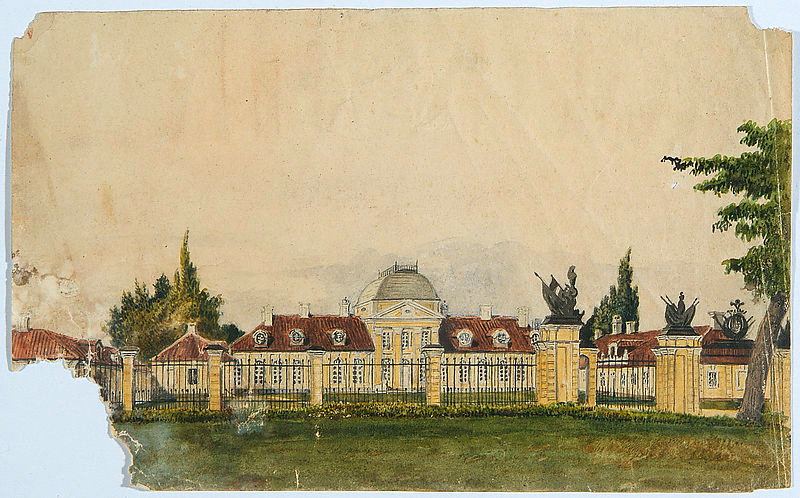
Дворец Хрептовичей на акварели XIX века

С древних времён имение было родовым поместьем магнатского рода Хрептовичей. В Литовской метрике Щорсы упоминаются в 1471 году, как уже принадлежащие Храбтовичам (позднее фамилию рода начали писать как Хрептовичи).

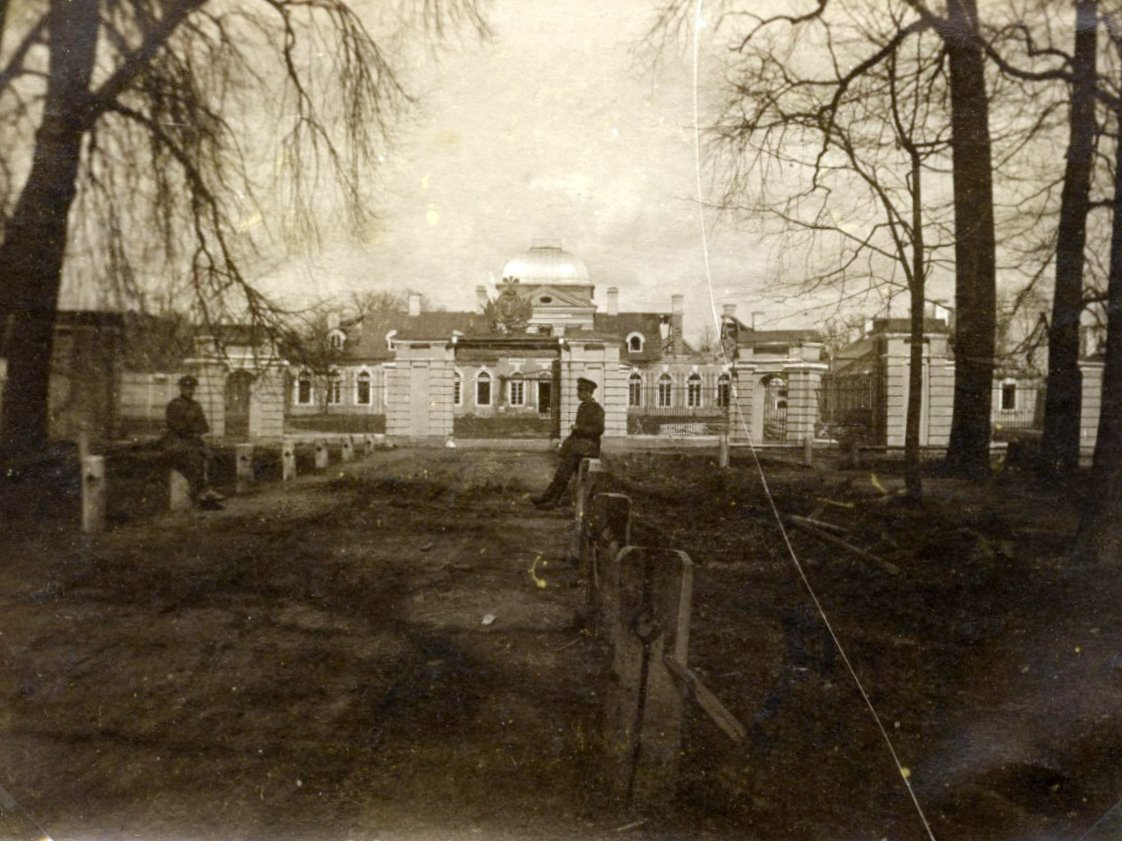
Общий вид комплекса на фото начала XX века.

В 1770-х годах Иоахим Хрептович построил в своём имении большой дворцовый комплекс с большим парком и прудами. Дворец был выстроен по проекту архитектора Джузеппе де Сакко, интерьеры выполнял Карло Спампани, строительными работами руководил французский архитектор Е. Габриэль. Таким образом в период 1770—1776 гг. в Щорсах для Хрептовича работала одна из сильнейших по творческому потенциалу архитектурных команд Речи Посполитой.
Вокруг дворца располагался большой пейзажный парк с искусственными водоемами. В усадебный комплекс входили и другие постройки: дом управляющего, библиотека, помещения для прислуги, конюшни, коптильня. Усадебное хозяйство в свое время было одним из самых больших, богатых и передовых в Великом княжестве Литовском. Здесь почти на сто лет раньше, чем на государственном уровне, было отменено крепостное право. Хозяйство было идеально налажено и дало бы фору многим современным колхозам и агрогородкам. В имении делали фурманки, колеса, занимались животноводством. А еще выпекали хлеб, делали свое пиво, сыры и выращивали рыбу.
Работали винокуренный завод, маслобойня, действовали предприятия по производству кирпича, костяной муки для удобрения почвы, дренажных труб. Были в Щорсах своя водяная лесопилка и мельницы. Позже на Немане соорудили верфь, на которой делали маленькие суда — витины. Для хозяйственных мастерских во второй половине XIX века была построена так называемая Мурованка Хрептовичей, похожая на средневековый замок.

Во дворце Хрептович собрал большую коллекцию древних рукописей, географических карт и библиотеку с редким собранием книг. Здесь хранилась переписка Богдана Хмельницкого с польскими гетманами, оригинал манифеста Хмельницкого к казакам, дневник польского посольства в России в 1686 году, дневник Марины Мнишек и др.

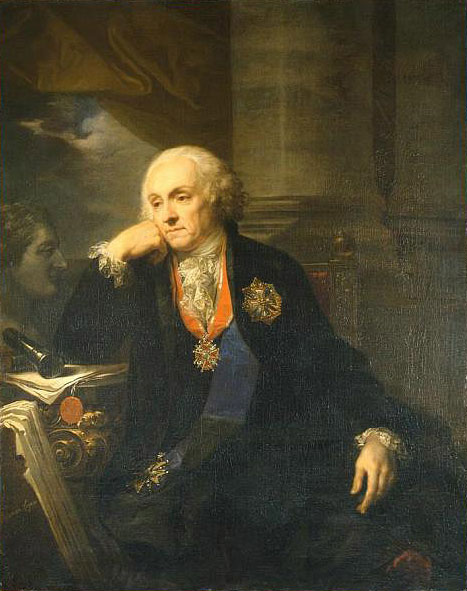
Иоахим Хрептович

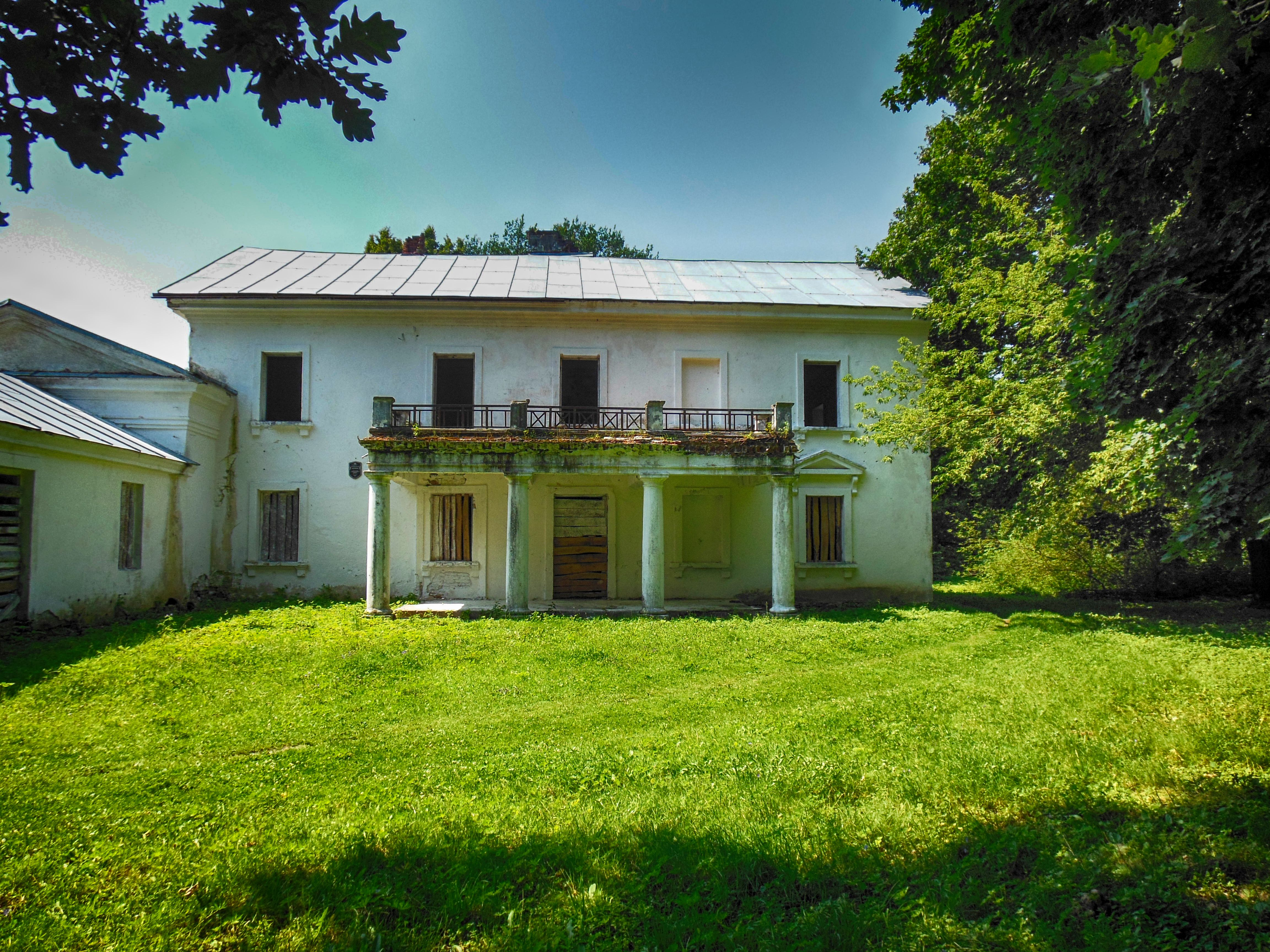
«Белый дом» — здание библиотеки

В XIX веке усадьба Хрептовичей была важным культурным центром. Здесь бывали Адам Мицкевич, Владислав Сырокомля, Ян Чечот. Последний некоторое время работал библиотекарем в знаменитой библиотеке Хрептовичей.
В Первую мировую войну дворец Хрептовичей пострадал от военных действий и позднее был разобран, местную библиотеку вывезли и передали позже Киевскому университету. В сентябре 1939 г. части Красной армии вошли в Щорсы и арестовали владельца усадьбы графа Хрептовича-Бутенева, его жену и младшего сына Серёжу. Незадолго до этого граф успел восстановить здание библиотеки, приспособив его для проживания.
После Второй мировой войны село Щорсы вместе с поместьем Хрептовичей стало частью местного колхоза. Основные сооружения комплекса пришли в окончательный упадок, парк был запущен и приобрёл черты лесопарковой зоны. Дворец разрушен до фундамента в 1950-х годах, в относительно неплохом состоянии сохранились лишь здания левого флигеля и библиотеки (дома управляющего), где позднее размещались детский сад и школа, а также каре служебных помещений, руины конюшни и коптильня.

## Состав усадьбы
- Здание библиотеки, конец XVIII века
- Левый флигель, начало XIX века
- Фундамент и подвалы бывшего дворца
- Башня-коптильня, конец XIX — начало XX века
- Руины здания конюшни и хозяйственных построек[3]

## Архитектура
Дворец Хрептовичей был первой крупной работой Джузеппе де Сакко, он сочетал приемы позднего барокко и раннего классицизма. Главный корпус дворца представлял собой прямоугольное в плане одноэтажное сооружение, поднятое на невысокий фундамент. На трех центральных осях стоял двухэтажный поперечный корпус, накрытый овальным, усеченным сверху куполом, и с главного фасада расчлененный пилястрами коринфского ордера с треугольным фронтоном в завершении. В парк объём выступал сильным полукруглым ризалитом. Фасады членились пилястрами и высокими арочными окнами.
В начале XIX века к дворцу были пристроены два боковых флигеля (сохранился один). Флигели — одноэтажные, прямоугольные в плане.
В конце XVIII века было построено здание библиотеки (сохранилось). Двухэтажное здание в стиле классицизм было возведено специально для хранения знаменитой библиотеки Хрептовичей. Над входом — широкий балкон, поддерживаемый четырьмя колоннами. Современник, побывавший в усадьбе в 1940-е гг., вспоминает:

«Дядя отстроил почти заново здание библиотеки, сделав из нее хороший двухэтажный дом для своей семьи. Дом этот имел два крыла; в западном — кухня и ванна, во всей остальной части — комнаты, в центральной — небольшой зал с камином и библиотека. На фасаде дворца была укреплена длинная широкая доска с надписью на латыни: „Pace et libertate“ — „Мир и свобода“. Большой двор замыкался металлической оградой с решетчатыми воротами, на которых был укреплен герб Хрептовичей — стрела, застрявшая в длинном усе; легенда говорит, что кто-то из Хрептовичей имел такие длинные усы, что это событие вполне могло иметь место».